# Cá ngừ vây vàng
Cá ngừ vây vàng (danh pháp hai phần: Thunnus albacares) là một loài cá ngừ được dùng làm thực phẩm cho con người. Nó được tìm thấy ngoài khơi trên các vùng biển nhiệt đới và cận nhiệt đới trên khắp thế giới, mặc dù không thấy có tại khu vực Địa Trung Hải. Theo một số báo cáo, nó có thể dài tới 239 cm (94 inch) và cân nặng tới 200 kg (440 pound).

## Mô tả

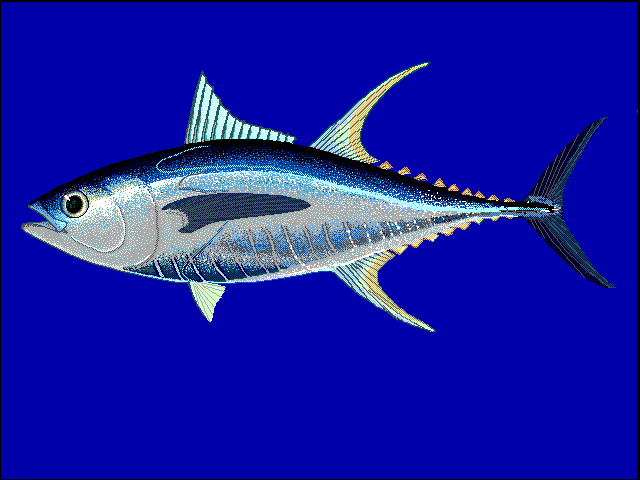
Cá ngừ vây vàng

Vây lưng thứ hai và vây hậu môn có màu vàng sáng, vì thế mà nó có tên gọi này. Các vây này cũng như các vây ngực đều rất dài. Cơ thể của nó có màu xanh kim loại sẫm, đổi thành màu bạc ở phần bụng. Nó cũng có khoảng 20 vạch theo chiều dọc.
Cá ngừ vây vàng có xu hướng bơi thành bầy với những loại cá khác có cùng kích cỡ, bao gồm các loại cá ngừ khác cũng như các loại cá lớn hơn khác như cá heo, cá voi hay cá nhám voi. Cá ngừ vây vàng ăn các loại cá nhỏ khác, động vật giáp xác hay mực.
Người ta đánh bắt cá ngừ vây vàng bằng lưới vây, cũng như bằng cần và dây câu. Loại cá này được bán chủ yếu dưới dạng đông lạnh hay đóng hộp, nhưng cũng rất phổ biến dưới dạng sashimi (刺身)- một dạng gỏi cá của người Nhật Bản.

## Hình ảnh

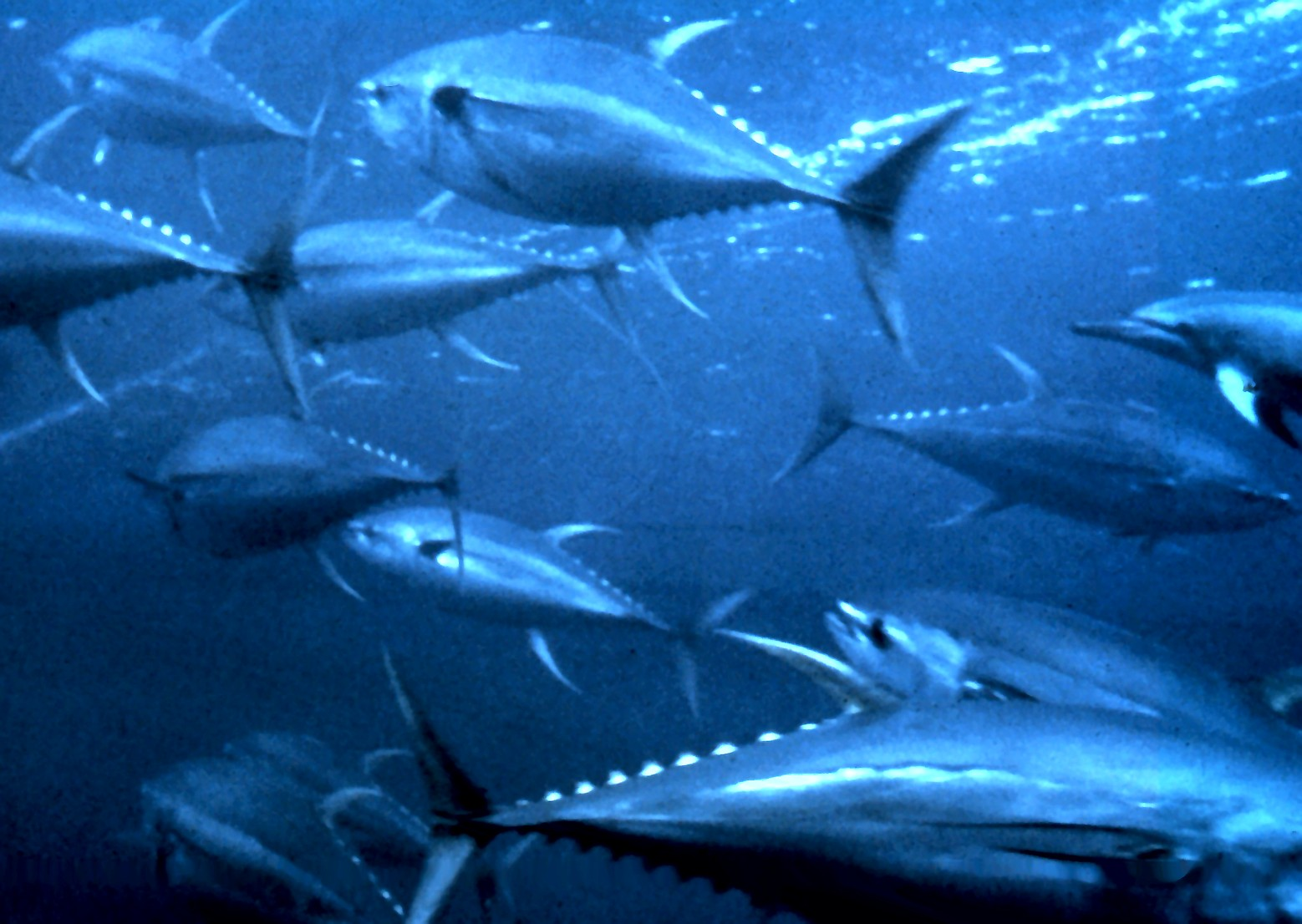
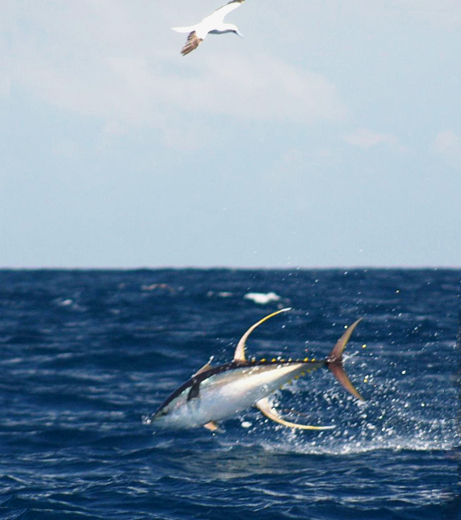
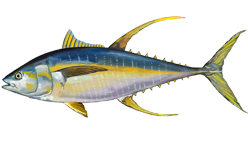
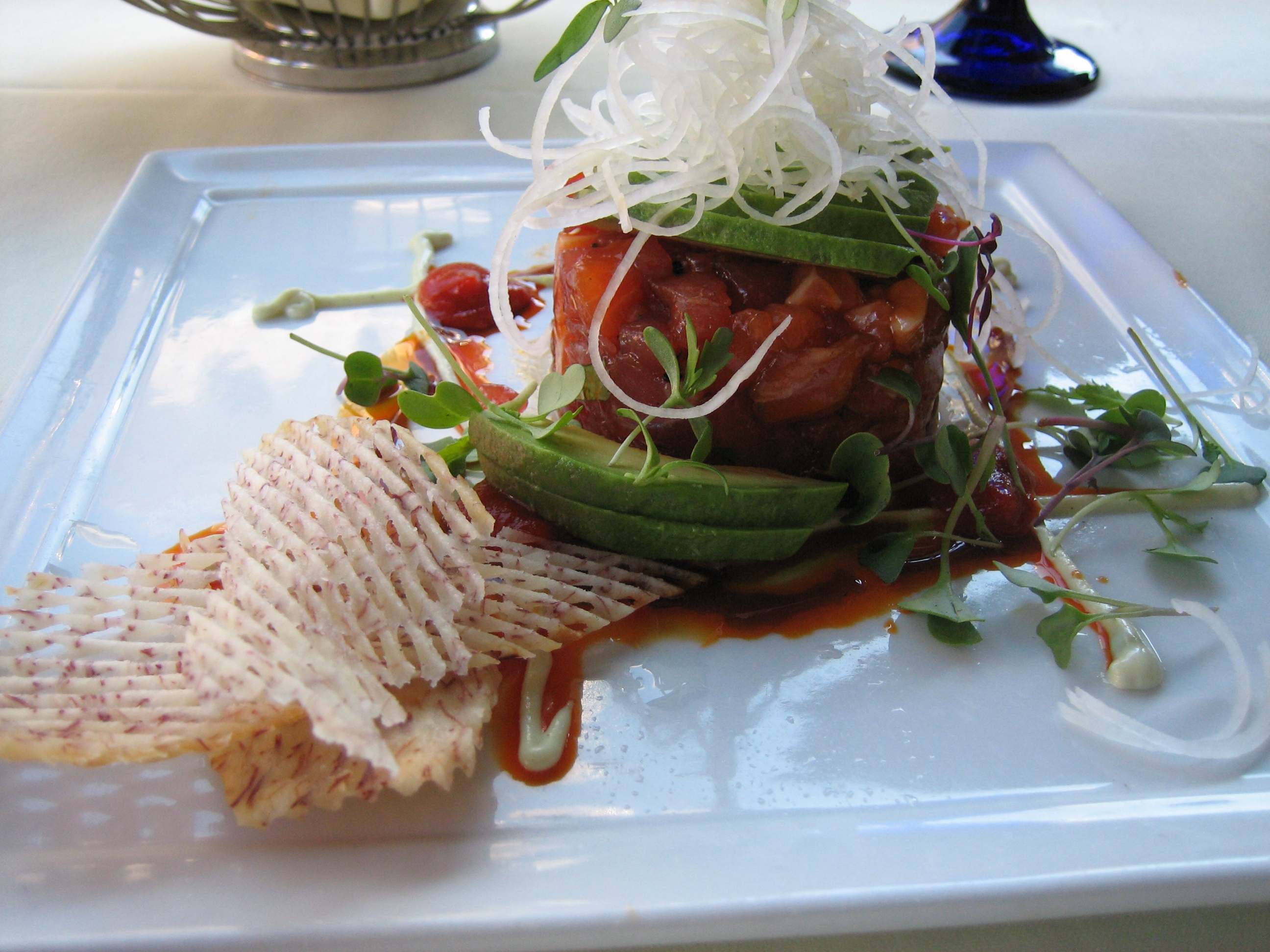